# Aprasia wicherina
Aprasia wicherina — вид геконоподібних ящірок родини лусконогових (Pygopodidae). Ендемік Австралії. 

## Поширення і екологія
Aprasia wicherina відомі з типової місцевості, розташованої в заповіднику Вічеріна на захід від Джералдтона в Західній Австралії. Вони живуть в пустищах маллі, що ростуть на піщаних ґрунтах.